# Cantón de Cattenom
El cantón de Cattenom era una división administrativa francesa, que estaba situada en el departamento de Mosela y la región de Lorena.

## Composición
El cantón estaba formado por veinte comunas:
- Basse-Rentgen
- Berg-sur-Moselle
- Beyren-lès-Sierck
- Boust
- Breistroff-la-Grande
- Cattenom
- Entrange
- Escherange
- Évrange
- Fixem
- Gavisse
- Hagen
- Hettange-Grande
- Kanfen
- Mondorff
- Puttelange-lès-Thionville
- Rodemack
- Roussy-le-Village
- Volmerange-les-Mines
- Zoufftgen

## Supresión del cantón de Cattenom
En aplicación del Decreto n.º 2014-183 de 18 de febrero de 2014, el cantón de Cattenom fue suprimido el 22 de marzo de 2015 y sus 20 comunas pasaron a formar parte del nuevo cantón de Yutz.